# Ковальова Ірина Федорівна
Іри́на Фе́дорівна Ковальо́ва (29 жовтня 1930, Дніпропетровськ - 07 травня 2025, Варшава) — український археолог, історик та громадський діяч. Доктор історичних наук, професор (1987).

## Біографія
Народилася 29 жовтня 1930 року у м. Дніпропетровську в родині спадкового дворянина, службовця-інженера Федора Миколайовича Ковальова та його дружини, графині Лідії Вікторівни Іванової (Костюшко). Закінчила 1954 року історичний факультет Дніпропетровського державного університету.
Активно займалася вітрильним спортом, заслужений майстер спорту СРСР, чемпіон УРСР (1951 р.), чемпіон СРСР (1954 р.), має звання старшого лейтенанта ВМС СРСР та ВМС України (запасу), командир ракетного катеру ВМС (запас).
13 серпня 1954 року вийшла заміж за Є. С. Мухопада (1929—2003), з яким прожила у шлюбі 49 років. 4 травня 1957 року в родині народився син — Сергій Євгенович Мухопад, який згодом також став археологом, спеціалістом у галузі скіфології.
У 1954—1957 роках працювала за розподіленням вчителем у школі с. Хутір Березоватий Покровського району Дніпропетровської області. У 1957—1961 роках — науковий співробітник, керівник відділу археології Дніпропетровського історичного музею ім. Д. І. Яворницького.
У 1961 році перейшла на роботу до Дніпропетровського державного (нині — національний) університету, у якому працювала до квітня 2015 року.
Перебуваючи формально на пенсії, продовжує активну наукову діяльність, є членом Вченої Ради Інституту археології НАН України, бере участь у наукових конференціяї, керує кандидатськами дисертаціями, активно публікується.

## Наукова діяльність
Ірина Федорівна Ковальова протягом 1960—1990-х років досліджувала історію населення Середньої Наддніпрянщини та Степової України часів неоліту, енеоліту, ранньої, середньої та пізньої бронзової доби, з початку 2000-х років — займається також археологією козацької доби.
Із кінця 1950-х років розпочала активні археологічні розвідки на території Дніпропетровщини та інших регіонів України. У 1961—1962 роках відродила викладання археології в ДДУ та обов'язкову археологічну практику для студентів-істориків. Працювала під керівництвом А. В. Добровольського, Д. Т. Березовця, Є. В. Махно. Разом із відомим істориком, археологом, етнографом та письменником В. П. Петровим (Домонтовичем) працювала на розкопках середньовічного Салтівського могильника. Також проводила археологічні дослідження Ольвії, Кам'янець-Подільської фортеці.
У 1971 році заснувала постійнодіючу новобудовну археологічну експедицію ДДУ, яка у 1993 році була трансформована у науково-дослідну лабораторію археології Придніпров'я (з 1 квітня 2011 року — НДЛ археології та історії Придніпров'я). Протягом 1971—1992 років було проведено розкопки тисяч курганів по лініям Фрунзенської, Соколовської, Петрівської, Царичанської, Олександрівської, Великомихайлівської, Солоняно-Томакіської зрошувальних систем.
У 1971 р. І. Ф. Ковальова захистила кандидатську дисертацію по вивченню Дніпрогесівської новобудовної експедиції (науковий керівник — проф. В. М. Даниленко, офіційні опоненти — член-кореспондент АН УРСР, директор Інституту археології АН УРСР, проф. Ф. П. Шевченко та с.н.с. О. М. Апанович).
У 1987 р. І. Ф. Ковальова захистила докторську дисертацію за темою «Історія племен прикордоння Степу та Лісостепу Лівобережної України у пізньому енеоліті — бронзовій добі» (науковий консультант — В. М. Даниленко помер до захисту; офіційні опоненти — проф. М. Я. Мерперт (МДУ ім. М.Ломоносова), проф. С. С. Березанська (Інститут археології АН УРСР) та проф. А. Х. Халіков (Казанське відділення Інституту археології АН СРСР)).
Виділила постмаріупольську (квітянську), зрубно-маївську археологічні культури, довела місцевий генезис зрубної культури. У 1982 році дослідила нео-енеолітичний могильник "Госпітальний Холм" (поблизу смт Зачепилівка Харківської області). Досліджувала, і нині вважається найкращим спеціалістом в Україні із вивчення зрубної та катакомбної культур.
Із 2001 року очолює археологічні дослідження Новобогородицької фортеці (сел. Шевченко Самарського району м. Дніпропетровська) та інших історико-археологічних пам'яток Присамар'я козацької доби на території Дніпропетровщини. Приділяє велику увагу екологічній чистоті Присамар'я, регулярно виступає з публікаціями у пресі, виступами по телебаченню. У 2010 році отримала звання «Заслужений професор ДНУ», її портрет встановлено у холі другого поверху корпусу № 1 ДНУ імені Олеся Гончара.
Є головним редактором збірника наукових праць «Проблеми археології Подніпров'я».

### Учні
- Шаповалов Георгій Іванович (нар. 27 червня 1945 року)  — доктор історичних наук, професор Запорізького національного технічного університету, директор Запорізького державного краєзнавчого музею, захистив докторську дисертацію у 2001 році;
- Ромашко Володимир Андрійович (21.04.1954 — 19.10.2015)[10]; — доктор історичних наук, дослідник бронзової доби, доцент кафедри історіографії, джерелознавства та архівознавства ДНУ імені Олеся Гончара, захистив кандидатську дисертацію у 1990 році, докторську — 24 вересня 2013 року;
- Волкобой Сергій Семенович (1949 — 28.12.1992)  — кандидат історичних наук, досліджував енеоліт та бронзову добу Степової України, заступник І. Ф. Ковальової по експедиції, працював доцентом кафедри всесвітньої історії ДДУ, у 1992 році загинув від надмірної втрати крові, що було спричинено пораненням, отриманим за нез'ясованих обставин. Обставини смерті неофіційно вважаються містичними;
- Костенко Володимир Іванович (25.01.1949 — 22.11.1996)  — кандидат історичних наук, видатний український сарматолог, уславився дослідженнями найбільшого в Україні сарматського курганного могильника Усть-Кам'янка поблизу м. Апостолове Дніпропетровської області, у 1994—1996 роках — завідувач кафедри історії України ДДУ. 22 листопада 1996 року помер від передозування знеболювальних препаратів. Обставини смерті неофіційно вважаються містичними;
- Маріна Зоя Павлівна (нар. 1 жовтня 1951 року); — кандидат історичних наук, дослідниця бронзової доби, зокрема, ямної культури, нині займається етнографією придніпровського регіону, доцент кафедри історіографії, джерелознавства та архівознавства ДНУ імені Олеся Гончара, захистила дисертацію у 1982 році;
- Фещенко Євген Леонорович (нар. 4 червня 1963 року); — кандидат історичних наук, дослідник бронзової доби, доцент кафедри історіографії, джерелознавства та архівознавства ДНУ імені Олеся Гончара, захистив дисертацію у 1993 році;
- Яременко Інна Ігорівна (16.04.1966 — 05.08.2017) — кандидат історичних наук, історіограф археології, захистила дисертацію у 1995 році, після цього деякий час працювала в.о. декана гуманітарного факультету Дніпропетровського державного аграрно-економічного університету, згодом і до смерті — доцентом кафедри філософії, соціології та історії того ж факультету;
- Каковкіна Ольга Миколаївна (нар. 1 лютого 1969 року); — кандидат історичних наук, захистила дисертацію у 1998 році, історіограф археології, нині — доцент кафедри всесвітньої історії ДНУ імені Олеся Гончара[11];
- Тесленко Дмитро Леонідович (нар. 23 квітня 1972 року); — кандидат історичних наук, захистив дисертацію у 1999 році, історіограф археології, у 2006—2012 роках — завідувач кафедри всесвітньої історії ДНУ імені Олеся Гончара;
- Ярошкевич Олег Миколайович — кандидат історичних наук, історіограф археології, захистив дисертацію восени 2003 року, деякий час після захисту працював у Дніпропетровському державному аграрному університеті, нині — Заступник директора з виховної роботи школи № 59 (м. Брянськ, Росія)[12][13];
- Харитонова Олена Вікторівна (нар. 13 липня 1984 року); — кандидат історичних наук, захистила дисертацію 2 липня 2010 року, дослідниця ремісництва козацької доби, зокрема, скляного виробництва, у 2009—2013 роках — інженер-програміст кафедри історіографії, джерелознавства та архівознавства, старший науковий співробітник НДЛ археології та історії Придніпров'я історичного факультету ДНУ імені Олеся Гончара. Нині — провідний науковий співробітник Інституту археології НАН України[14];
- Руденко Ганна Григорівна (23 листопада 1979 року) — кандидат історичних наук, захистила дисертацію 25 травня 2011 року, історіограф археології, нині — викладач автотранспортного технікуму Національного Гірничого Університету[15];
- Струкуленко Анастасія Степанівна (нар. 15 червня 1985 року) — кандидат історичних наук, захистила дисертацію 26 жовтня 2011 року, історіограф археології, нині — викладач ракетно-космічного технікуму при ДНУ імені Олеся Гончара[16];
- Якімова Ірина Володимирівна (нар. 6 січня 1990 року) — кандидат історичних наук, історіограф археології, захистила дисертацію 11 січня 2017 року, нині — старший науковий співробітник відділу сучасної історії Дніпропетровського національного історичного музею імені Д. І. Яворницького;
- Іванців Артем Валентинович (нар. 9 серпня 1986 року) — магістр історії, досліджує історію Української лінії, соціально-економічні процеси у Гетьманщині середини XVIII століття, також історію православної церкви, історіографію археології, краєзнавець, нині — завідувач навчальної лабораторії археології, старший науковий співробітник та викладач кафедри історіографії, джерелознавства та архівознавства ДНУ імені Олеся Гончара (захист дисертації очікується у 2021 році).
- Шалобудов Володимир Миколайович (нар. 12 березня 1952 року). Ця постать виділяється окремо в силу ряду причин. За освітою біолог-іхтіолог, у 1968—1975 роках працював науковим співробітником інституту гідробіології ДДУ, у 1975 році прийшов до постійної новобудовної експедиції ДДУ під керівництвом І. Ф. Ковальової. Її беззмінний заступник по експедиції та найближчий друг у житті. Один із найкращих спеціалістів в Україні із вивчення середньовічних кочівників, зокрема, половців, вважається найкращим спеціалістом в Україні з античної нумізматики, одним із найкращих спеціалістів в Україні із нумізматики взагалі. Ніколи не захищав дисертацій по історичним наукам і не прагне до цього (маючи наукові ступені у біологічних науках з іхтіології). Продовжує брати участь у наукових археологічних дослідженнях Присамар'я та всього Придніпровського регіону.

## Нагороди
- 1987 — медаль «Ветеран праці» СРСР.
- 1998 — Орден княгині Ольги III ступеня.
- 2010 — звання «Заслужений професор ДНУ».
- 2014 — довічна державна стипендія для видатних діячів освіти і науки[17].

## Особисте життя
Ірина Федорівна Ковальова проживає у невеликій двокімнатній квартирі у центрі Дніпра. Принагідно, виїжджає на дачу, що знаходиться у м. Підгородньому Дніпровського району Дніпропетровської області, полюбляє плавати у природних водоймах. Надзвичайно полюбляє рибалку, якій присвячує велику частину свого вільного часу. Захоплюється квітництвом, зокрема, розведенням орхідей.

### Родина
- Батько — Ковальов Федір Миколайович, інженер, загинув у 1947 році[18];
- Мати — Іванова Лідія Вікторівна (уроджена — графиня Костюшко), домогосподарка, померла у 1943 році;
- Сестра — Ковальова Лідія Федорівна (нар. 30 грудня 1946 року) — співробітник факультету педагогіки та психології ДНУ імені Олеся Гончара, померла 06.12.2024;
- Чоловік — Мухопад Євген Сергійович (1929—2003), інженер-металург, провідний науковий співробітник Інституту чорної металургії, помер 17 травня 2003 року;
- Син — Мухопад Сергій Євгенович (нар. 4 травня 1957 р.), історик, археолог, скіфолог, керівник Південного загону археологічної експедиції ДДУ, згодом — бізнесмен;
- Онук — Мухопад Кирило Сергійович (нар. 30 червня 1981 р.) —  математик, юрист, нині — біржовий брокер;

## Цікаві факти
- У родині І. Ф. Ковальової традиційно жінки не змінюють прізвище при вступі до шлюбу.
- І. Ф. Ковальова є спадковою дворянкою як по чоловічій, так і по жіночій лінії. По материнській лінії вона — прямий нащадок польського шляхетського роду Костюшко гербу «Рох III», має титул графині та відповідне звернення «Ваша Вельможносте».[19];
- Син І. Ф. Ковальової С. Є. Мухопад зберігає за собою та своїми нащадками спадкове дворянство, але не має титулу графа, оскільки він не передається по жіночій лінії.
- У дитинстві була особисто знайома із Д. І. Яворницьким, бувала у нього вдома.[20];
- Особняк родини Ковальових, до його знесення, знаходився на вулиці Жуковського, де зараз розташовується житловий комплекс «Нагорний» (вул. Жуковського, 23)[21];

## Відомі фрази
- Археологія — наука практична